# 汎スラヴ色

1848年第一回汎スラヴ会議で制定された三色旗

汎スラヴ色（はんスラヴしょく）とは、スラヴ民族および、スラヴ諸国の旗に用いられる白、青、赤からなる配色のことをさす。

## 概要
この配色は自由と革命の理想を象徴しており、非スラヴ系においても国旗として使用する国もある（フランス、オランダ、アメリカ、イギリス等）。
汎スラヴ色はスラヴ民族の共通の起源を象徴するものとして、第一回汎スラヴ会議（1848年）に提案された。もともとはロシア帝国の三色旗を端緒としており、これが19世紀ヨーロッパにおける汎スラヴ運動に採用された。（ロシアの国旗も参照。）フランスのトリコロール発祥の三色旗とは異なり、汎スラヴ主義の三色は横分けで配置するのが原則である。
モンテネグロの国旗も2004年に変更されるまでは汎スラヴ色が使用されていた。

## 現在使用されている汎スラヴ色の旗

### 国家

クロアチア
チェコ
ロシア
スロバキア
セルビア
スロベニア

### 自治地区など

ヴォイヴォディナ
スルプスカ共和国
クリミア自治共和国

## かつて使用されていた汎スラヴ色の旗

?ロシア帝国 1914年 - 1917年（非公式、私的使用のみ）
?ポーランド - ポーランド反乱、一月蜂起中に使用された。
?チェコスロバキア（1919年）
?チェコスロバキア（1920年 - 1992年）
?ベーメン・メーレン保護領
?スロベニア人・クロアチア人・セルビア人国（1918年）
?ユーゴスラビア王国の政府旗
?ユーゴスラビア社会主義連邦共和国
?モンテネグロの旧国旗
?モンテネグロ王国の国旗
?セルビア王国の国旗
?ユーゴスラビア連邦共和国の国旗
?セルビア・モンテネグロ